# Agromática

La agromática es la aplicación de los principios y técnicas de la informática y la computación a las teorías y leyes del funcionamiento y manejo de los sistemas agropecuarios (sean estos desde un potrero, una empresa o hasta una región).

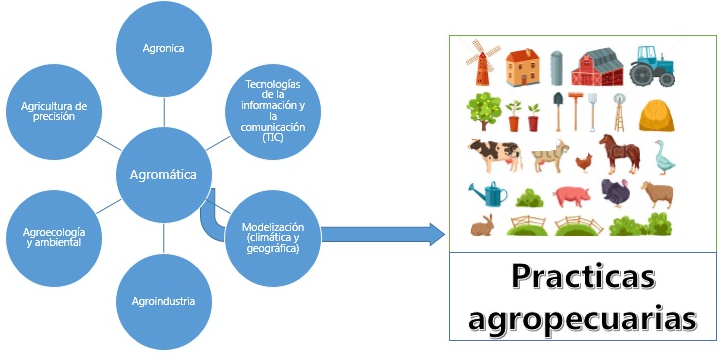
La Agromática y sus ciencias

La Agromática aunque se centra en incorporar TIC (tecnologías de la información y la comunicación) a las prácticas agropecuarias, no cuenta con solo esa categoría de análisis, también encontramos ramificaciones como, la agronica (incorporación de dispositivos electrónicos), la agroindustria (incorporación de maquinaria mecánica e industrial), la agricultura de precisión (monitoreo de variables en cultivos), la modelización climática y prevención de desastres, y la agroecología buscando un equilibrio entre lo orgánico, la producción, entre otras, los expertos la definen como el factor innovador para unas nuevas prácticas de mayor rigor y productividad.

## Como enfoque educativo e investigador
es un método disruptivo en el que se pasa de la práctica a la teoría, dejando en el centro del proceso de aprendizaje al estudiante y la investigación como didáctica, la experiencia necesita de un mediador en esta caso el docente, que utilizando estrategias didácticas como el ABP (aprendizaje basado en proyectos o problemas) la transposición didáctica y el método científico, busca dar respuesta a preguntas planteadas por los estudiantes, y donde su solución impactara en el desarrollo de competencias, como también en las prácticas agrícolas y agropecuarias de sus familias; logrando impactar en la parte afectiva y volitiva del estudiante atrayendo su atención y motivación, es por este motivo que el modelo de enseñanza que toma la Agromática como ciencia base de las TIC aplicadas en el agro, incentiva el desarrollo de competencias en resolución de problemas, pensamiento crítico, trabajo en equipo, creatividad y la comunicación como base para compartir, negociar y desarrollar el significado de estos nuevos conocimientos como proceso de enculturización formal.
Enmarcada en la investigación, logra asociar variables cualitativas dentro del análisis fisiogénico y organoléptico,como también la medición por medio de sensores electrónicos de variables cuantitativas como la temperatura, humedad relativa, humedad del terreno, eficiencia lumínica, clorofila, pH, nitrógeno, nitratos, evapotranspiración, entre otros, logrando recrear, adaptar terrenos y permitir la seguridad y soberanía alimentaria.

## Conclusión
Si bien la Agronica:
- Exige capacitación y entrenamiento en su uso y aplicación.

- Demanda esfuerzos extras al productor para registrar, cargar y procesar todos los datos.

- Obliga a cambiar la forma de encarar la actividad cotidiana en la empresa.

Es también una herramienta que: 
- Potencia el procesamiento de datos para el diagnóstico, control, evaluación y planificación de todos los aspectos de la empresa agropecuaria (ecológicos, productivos, tecnológicos, económicos y administrativos);

- Orienta al productor sobre cuáles son los datos importantes y qué es lo que hay que medir y controlar;

- Permite proyectar beneficios y riesgos de las alternativas tecnológicas que se planteen, apoyando la toma de decisiones en algo más que corazonadas o “porque siempre se hizo así”;

- Posibilita estar informado sobre lo que sucede en los mercados locales y mundiales, conocer pronósticos, contactarse con productores y especialistas, acceder a un mercado de productos e insumos mucho más amplio que el local;

- En definitiva, permite tener un conocimiento y un control de los procesos empresariales mucho más acabado y ajustado a las necesidades del empresario agropecuario actual.